# Septembrie 2019
Acest articol este generat integral pe baza informațiilor din articolul 2019 și este actualizat periodic de un robot.
 Editările făcute în articol vor fi șterse la următoarea actualizare! Dacă doriți să faceți modificări, editați articolul-sursă.

ianuarie -
februarie -
martie -
aprilie -
mai -
iunie -
iulie -
august -
septembrie -
octombrie -
noiembrie -
decembrie
Septembrie 2019 a fost a noua lună a anului și a început într-o zi de duminică.

## Evenimente

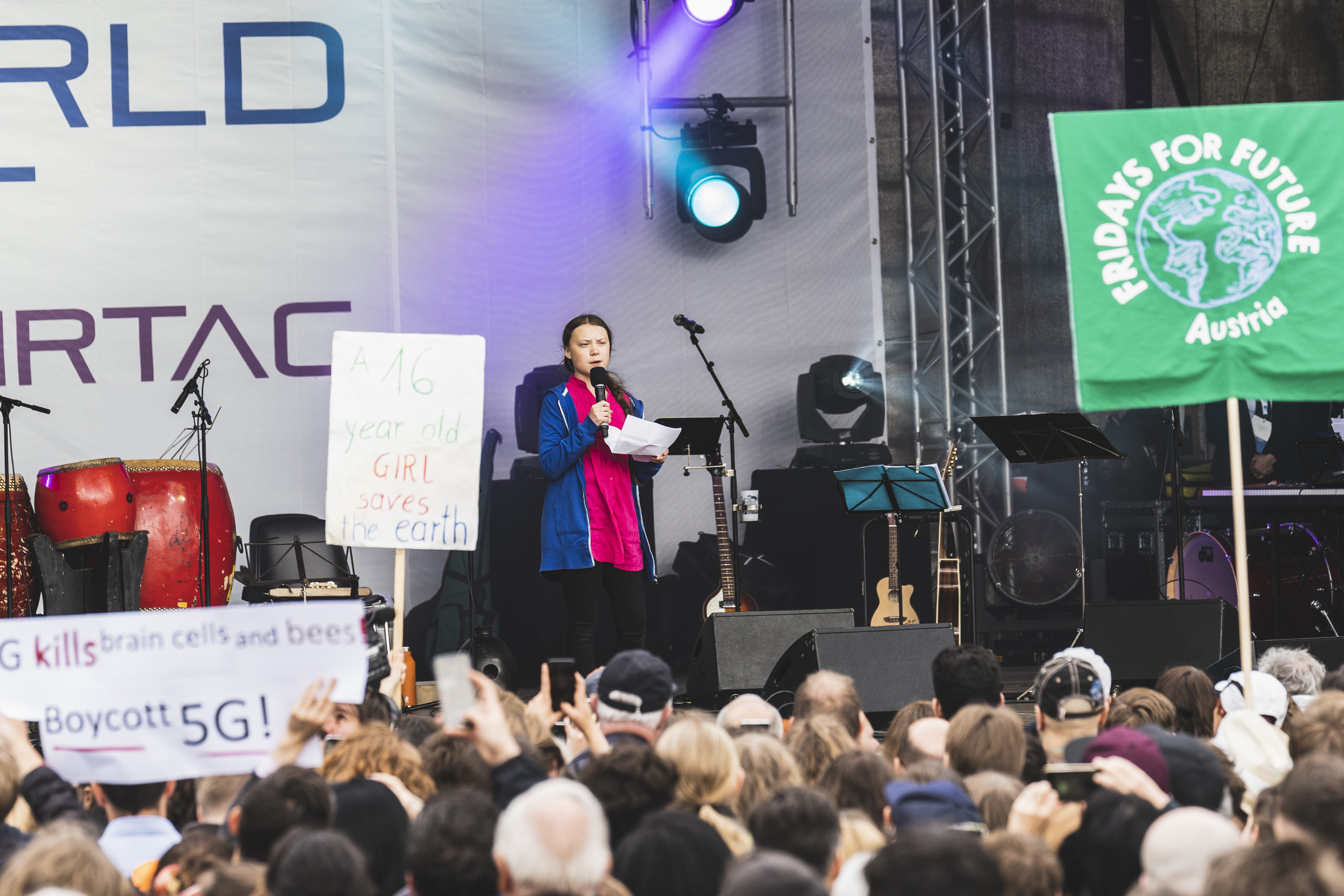
24 septembrie: La summitul climatic ONU de la New York, Greta Thunberg, o adolescenată suedeză în vârstă de 16 ani, a ținut celebrul discurs "How Dare You?", în care s-a răzvrătit împotriva liderilor politici mondiali pentru nepăsarea față de schimbările climatice.

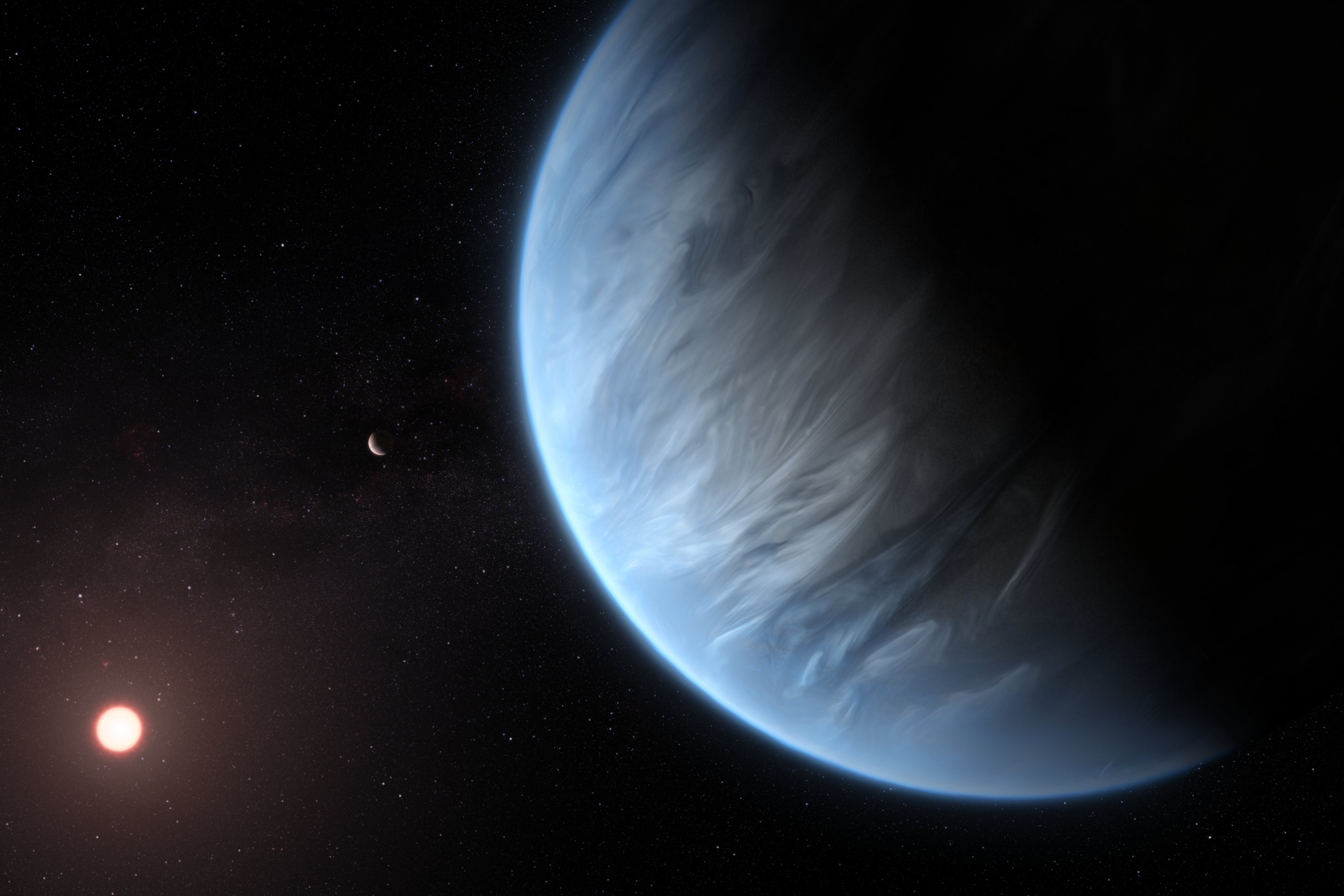
11 septembrie: Vaporii de apă au fost detectați pe exoplaneta K2-18b, un Super-Pământ care se află la aproximativ 111 ani-lumină de Pământ. Este pentru prima dată când apa a fost confirmată pe o exoplanetă în zona locuibilă circumstelară a unei stele.

- 1 septembrie: Președintele Germaniei, Frank-Walter Steinmeier, cere iertare Poloniei în cadrul unei ceremonii de comemorare la Wieluń, Polonia, la care a participat împreună cu președintele polonez Andrzej Duda, și unde s-a comemorat bombardamentul Germaniei naziste asupra Wieluń în prima zi a celui de-Al Doilea Război Mondial, cel mai sângeros conflict din lume, acum 80 de ani.[1]
- 3 septembrie: Atac terorist la Kabul, în Afganistan în urma căruia, un reprezentant al misiunii diplomatice a României la Kabul a murit, iar altul a fost grav rănit.[2]
- 4 septembrie: Guvernul din Hong Kong anunță retragerea proiectul privind extrădarea care a declanșat proteste masive timp de trei luni.[3]
- 4 septembrie: Camera Comunelor Regatului Unit aprobă un proiect de lege care să blocheze un brexit fără acord luna viitoare, printr-un vot de la 327 la 299. Proiectul de lege îi recomandă premierului Boris Johnson să solicite o altă prelungire Brexit dacă nu poate asigura un acord cu Uniunea Europeană în săptămânile următoare.[4]
- 5 septembrie: O bombă talibană în mijlocul unei zone puternic fortificate din Kabul ucide doisprezece persoane, inclusiv un soldat român și unul american.[5]
- 5 septembrie: Noul cabinet al primului ministru Giuseppe Conte depune jurământul după  acordul de coaliție între Mișcarea Cinci Stele și Partidul Democrat.[6]
- 5 septembrie: Fosta Prima Doamnă a Hondurasului, Rosa Elena Bonilla, este condamnată la 58 de ani de închisoare după ce a cumpărat bijuterii cu fonduri publice.[7]
- 5 septembrie: Președintele turc, Recep Tayyip Erdoğan, amenință cu „deschiderea porților” și va permite celor peste 3 milioane de refugiați sirieni să emigreze liber în Europa, cu excepția zonei tampon de securitate din nordul Siriei, convenită între Turcia și Statele Unite. El susține în continuare că „comunitatea internațională, respectiv Uniunea Europeană” nu oferă sprijin în ceea ce privește refugiații.[8]
- 5 septembrie: Președintele Klaus Iohannis anunță că respinge propunerile pentru miniștrii interimari și trimite prim-ministrul Viorica Dăncilă să legitimeze Guvernul prin votul Parlamentului.[9]
- 7 septembrie: Are loc schimbul istoric de 70 de prizonieri dintre Ucraina și Rusia, un gest foarte așteptat, având în vedere că administrațiile de la Moscova și Kiev sunt în conflict, de la anexarea peninsulei Crimeea de către Rusia și începutul conflictului din estul Ucrainei în 2014.
- 11 septembrie: Vaporii de apă au fost detectați pe exoplaneta K2-18b, un Super-Pământ care se află la aproximativ 111 ani-lumină de Pământ. Este pentru prima dată când apa a fost confirmată pe o exoplanetă în zona locuibilă circumstelară a unei stele.[10]
- 14 septembrie: Două instalații petroliere din Arabia Saudită, au fost atacate de drone și incendiate. Atacul a fost revendicat de rebelii houti din Yemen, susținuți de Iran.[11]
- 16 septembrie: A avut loc o explozie la Centrul de cercetare de Virologie și Biotehnologie, din Kolțovo, regiunea Novosibirsk, Siberia, Rusia[12][13]
- 18 septembrie: Singurul producător de sodă calcinată din România, fabrica Ciech Soda din județul Vâlcea, a închis producția, după 60 de ani de funcționare neîntreruptă, motivul invocat de patronatul polonez fiind creșterea prețului la aburul industrial, livrat de CET Govora către fostele Uzine Sodice Govora.[14] Uzina de Sodă cu aproximativ 600 de angajați intrat miercuri într-un proces de mentenanță, împiedicând conducerea acestuia să vorbească despre o închidere definitivă, cu speranța unui posibil acord asupra prețului agentului termic, pe care furnizorul român îl are, crescând cu aproape 135% în ultimul an (inclusiv certificate CO2). CET Govora a reziliat unilateral, pe 18 iunie, contractul de livrare a aburului industrial către CIECH Soda România. Aceasta s-a și întâmplat, în condițiile în care prețul actual abia fusese stabilit pe 1 aprilie și trebuia să fie valabil până la 31 decembrie 2020, se arăta într-un comunicat al Ciech Group, publicat pe 9 august 2019. Acceptarea noului preț de către furnizorul de abur către companie ar însemna pierderi mari.[15]
- 23 septembrie: Compania britanică de turism Thomas Cook, cea mai veche firmă de turism din lume, intră în "lichidare imediată", lăsând 150.000 de turiști britanici blocați în străinătate și punând în pericol 22.000 de locuri de muncă în întreaga lume. Ca răspuns, guvernul Regatului Unit și Autoritatea Aviației Civile lansează Operațiunea Matterhorn, cea mai mare repatriere din istoria Regatului Unit pe timp de pace.[16][17]
- 24 septembrie: Curtea Supremă a Regatului Unit hotărăște neconstituționalitatea suspendării Parlamentului de către Boris Johnson.[18]
- 24 septembrie: La summitul ONU pentru clima de la New York, Greta Thunberg, o adolescentă suedeză în vârstă de 16 ani, a ținut un discurs în care s-a răzvrătit împotriva liderilor lumii și a reproșat că îngroapă viitorul unor generații când ignoră avertismentele comunității științifice legate de încălzirea globală.
- 25 septembrie: După ce compania britanică Thomas Cook a dat faliment și compania aeriană germană Condor, filială a grupului Thomas Cook, depune dosare pentru faliment. Secretarul britanic în domeniul transporturilor, Grant Shapps, anunță că guvernul intenționează să introducă o nouă legislație în urma prăbușirii lui Thomas Cook, pentru a permite falimentele „mai ordonate” ale agențiilor de turism și companiilor aeriene.

## Decese
- 2 septembrie: Gyoji Matsumoto, 85 ani, fotbalist japonez (portar), (n. 1934)
- 6 septembrie: Robert Mugabe (Robert Gabriel Mugabe), 95 ani, politician zimbabwean, președinte al Republicii Zimbabwe (1987-2017), (n. 1924)
- 7 septembrie: Robert Axelrod, 70 ani, actor american de film și TV (n. 1949)
- 7 septembrie: Sava Dumitrescu, 92 ani, farmacolog român (n. 1927)
- 7 septembrie: Robert Axelrod, actor american (n. 1949)
- 9 septembrie: Lissy Gröner, 65 ani, om politic german, membru al Parlamentului European (1999–2004), (n. 1954)
- 9 septembrie: Sahar Khodayari, 29 ani, activistă și microbistă iraniană (n. 1990)
- 11 septembrie: Maria Postoico, 69 ani, om politic din R. Moldova, deputat (2005–2009), (n. 1950)
- 13 septembrie: György Konrád, 86 ani, eseist, filosof, sociolog și romancier maghiar (n. 1933)
- 18 septembrie: Alexandru Darie, 60 ani, regizor român de teatru (n. 1959)
- 19 septembrie: Irina Bogaciova, 80 ani, solistă rusă de operă (n. 1939)
- 19 septembrie: Zine El Abidine Ben Ali, 83 ani, politician tunisian, președinte al Tunisiei (1987–2011), (n. 1936)
- 21 septembrie: Florin Bucescu, 83 ani, etnomuzicolog, bizantinolog și paleograf român (n. 1936)
- 21 septembrie: Dieter Knall, 89 ani, teolog evanghelic-luteran austriac (n. 1930)
- 22 septembrie: Sándor Sára, 85 ani, director de imagine și regizor de film, maghiar (n. 1933)
- 23 septembrie: Al Alvarez, 90 ani, poet și critic literar englez (n. 1929)
- 25 septembrie: Paul Badura-Skoda, 91 ani, pianist austriac (n. 1927)
- 26 septembrie: Jacques René Chirac, 86 ani, politician francez, președinte al Franței (1995–2007), (n. 1932)
- 30 septembrie: Jessye Norman, 74 ani, interpretă americană de operă (soprană) și concert (n. 1945)